# Kaple svatého Cyrila a Metoděje (Hamiltony)
Kaple svatého Cyrila a Metoděje v Hamiltonech, místní části Vyškova (okres Vyškov), je římskokatolická kaple ve farnosti Vyškov-Dědice. Podle místní tradice u pramene Strachotínka kázali sv. Cyril a Metoděj, a proto zde byl v roce 1871 posvěcen (položen) základní kámen a v roce 1876 dostavěna pseudogotická kaple (novogotický styl). Na sklonku 19. století se u ní konávaly tábory lidu, na nichž často vystupoval i Antonín Cyril Stojan. Kaple je vysoká 17 m, dlouhá 10 m a široká 7 m.

## Pověst
Pověst praví, že bratři ze Soluně šli jednoho dne, když bylo horko, moravským krajem, a došli na toto místo. Zde je očekávala spousta místních obyvatel a lidí, kteří přišli z okolí. Cyril (Crhota, Konstantin) vylezl na balvan a povídal shromáždění o tom, co je účelem jeho příchodu a příchodu jeho bratra Metoděje (Strachota), o tom, co je to zákon lásky, o pravém Bohu, o plnění jeho příkazů, a o bratrství všech lidí. Bylo opravdu hodně horko, když tu kazatel náhle klesl do rukou nejbližších posluchačů. Metoděj udeřil patou do skály, čímž vyvolal proud studené vody, jíž omdlelého Cyrila vzkřísil. Takto tehdy vznikla studánka, která byla podle svého původce Strachoty  pojmenována Strachotínka (Strachotinka).

## Historie

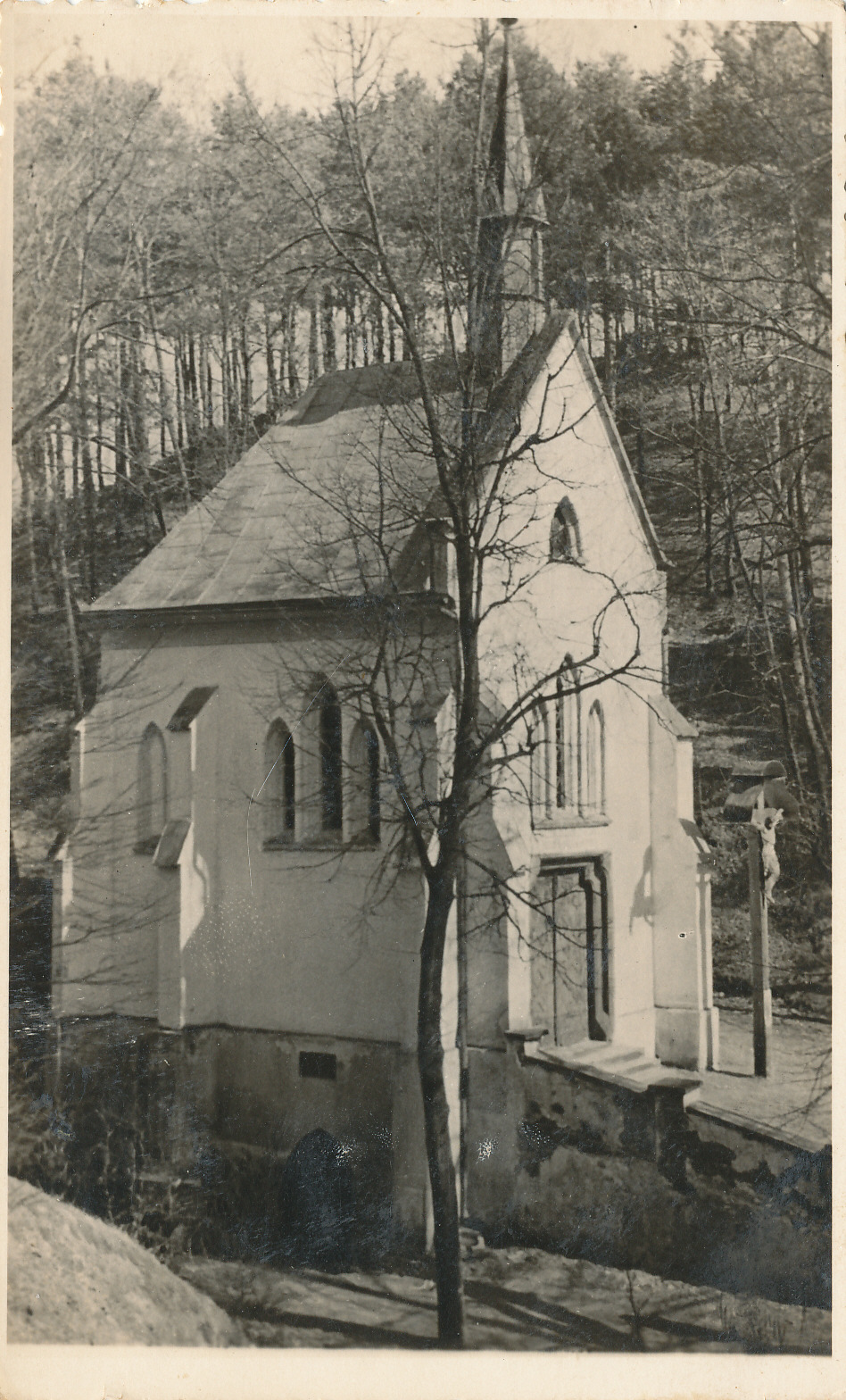
Kaple Strachotínka v Hamiltonech v roce 1946

Pokládání základního kamene 5. července 1871 mělo tento program (členem slavnostního výboru P. František Pavlík, kaplan v Dědicích: staročeský chorál "Splyňte vy slovanští jazykové", svěcení kamene a pronášení hesel, slavnostní kázání, sbor "Svatí bratři ze Soluně".
První mše svatá byla sloužena 5. července 1876. V roce 1878 byla kaple posvěcena vyškovským děkanem Janem Michem. Za 1. světové války byl z kaple sundán zvon pro válečné účely. Nový zvon byl posvěcen v roce 1922. V roce 1941 se kaple stala součástí německé vojenské střelnice. Farnosti byla kaple vrácena po skončení 2. světové války v roce 1945. V roce 1952 byla státem vyvlastněna. Farnosti pak byla kaple vrácena v roce 2002, kdy začala celková oprava. Práce byly dokončeny po dvanácti letech v roce 2014.
Každý rok se zde 5. července koná církevní pouť. Pravidelně zde řečnil tehdejší farář v Dražovicích u Vyškova (1888 - 1908) a poslanec dr. A. C. Stojan, pozdější arcibiskup olomoucký. Je chráněna jako kulturní památka České republiky.

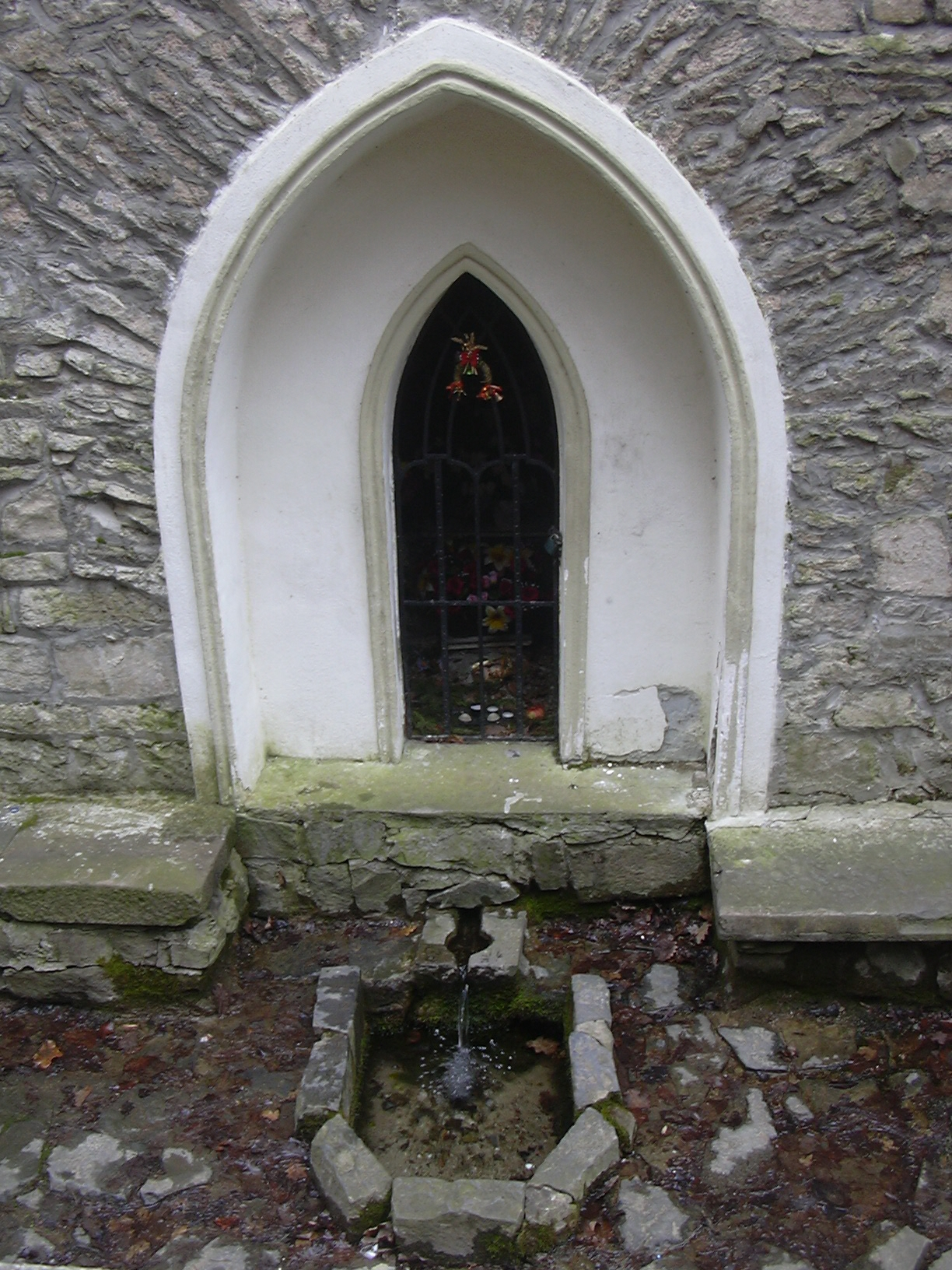
Pramen u kaple Strachotínka
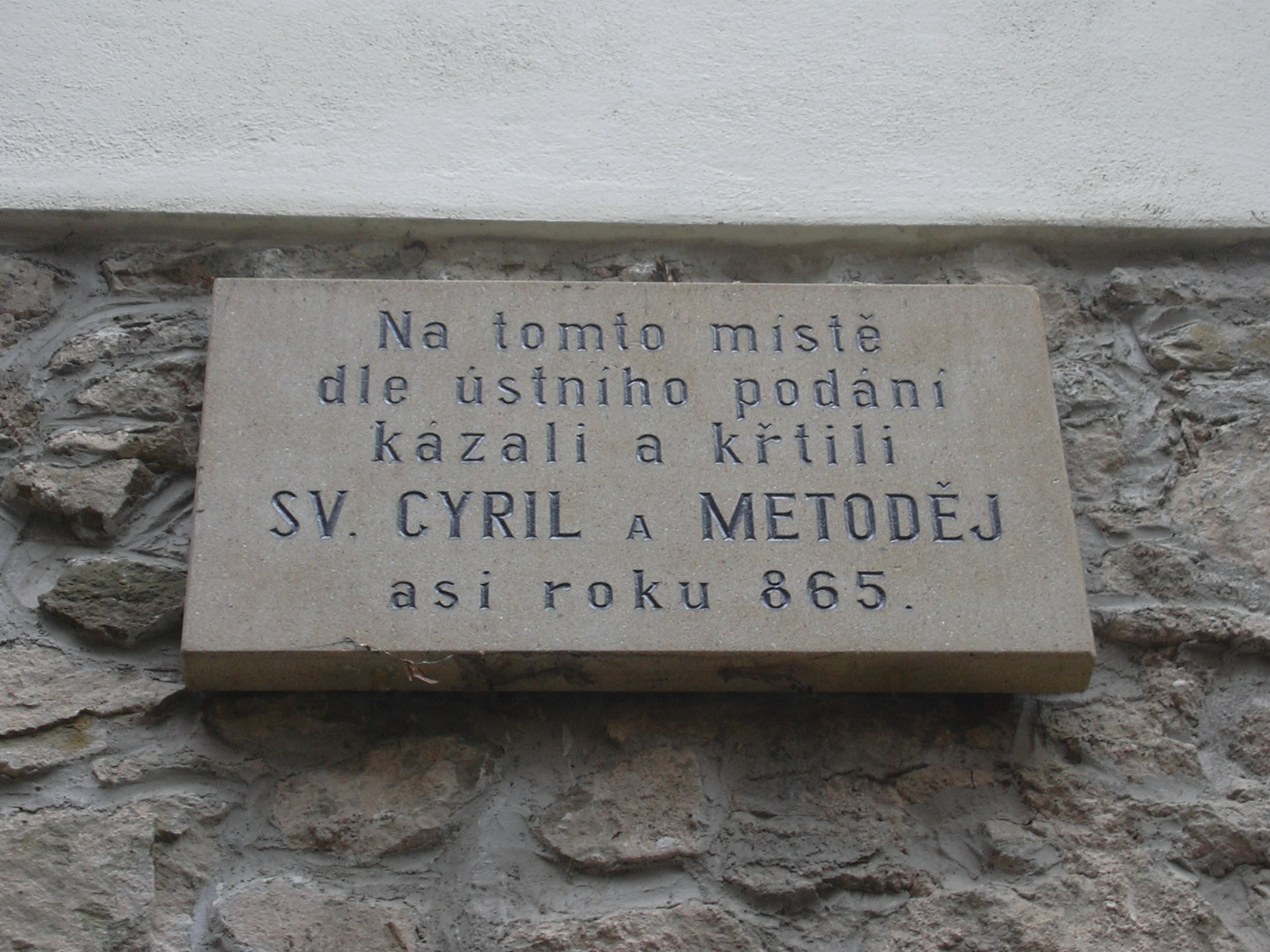
Nápis na kapli Strachotínka
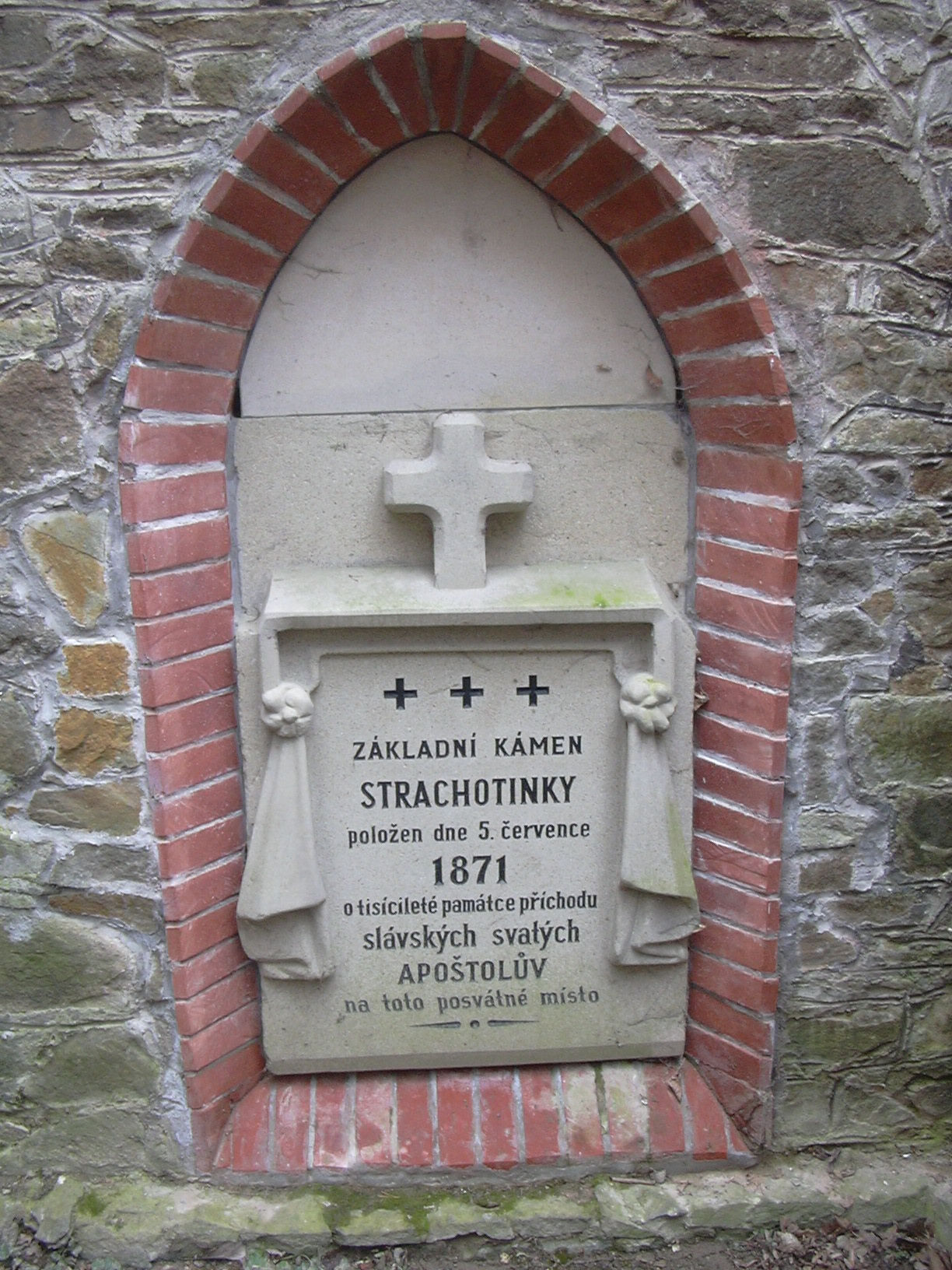
Základní kámen kaple Strachotínka
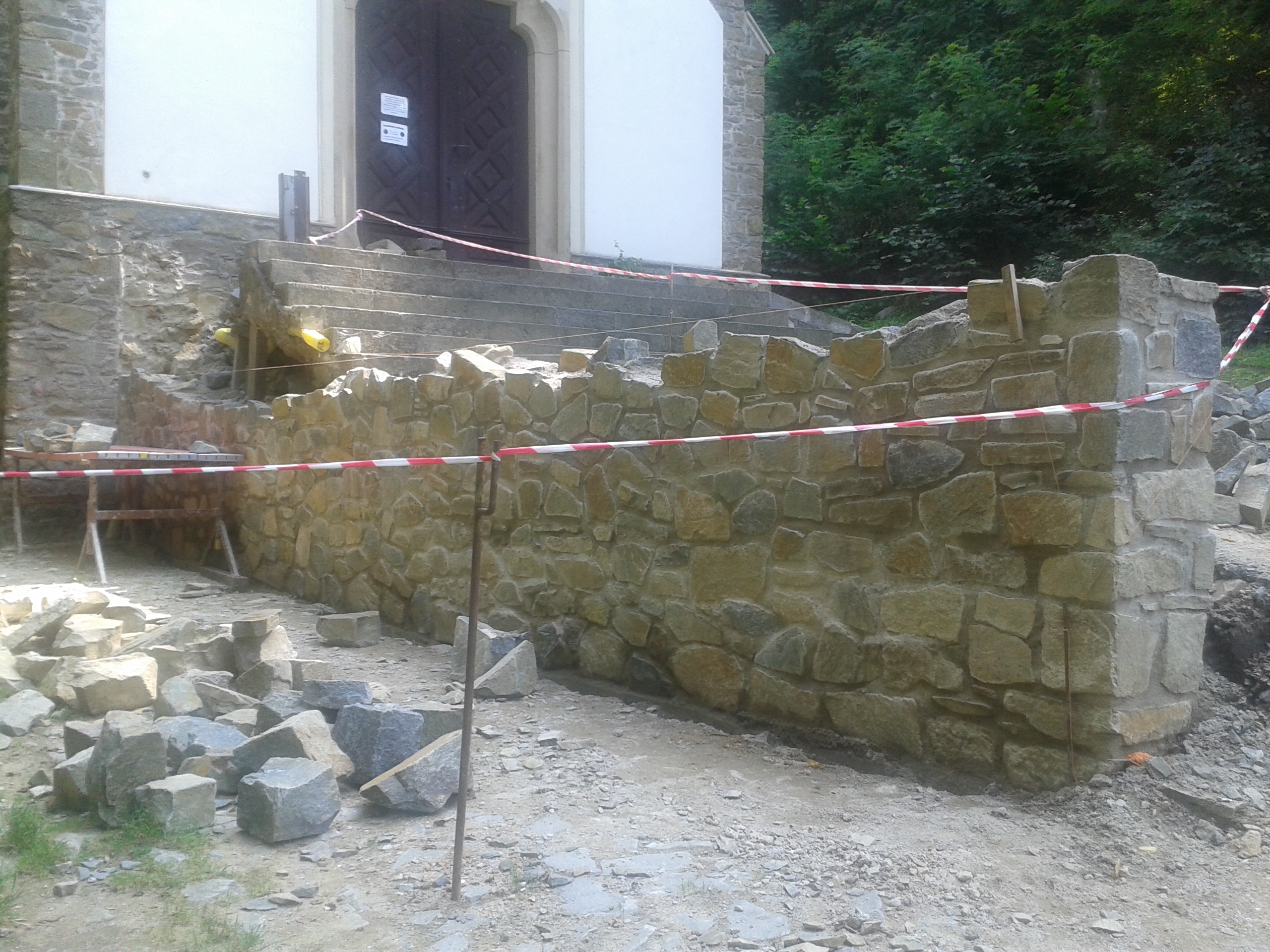
Oprava kamenné zdi v srpnu 2014
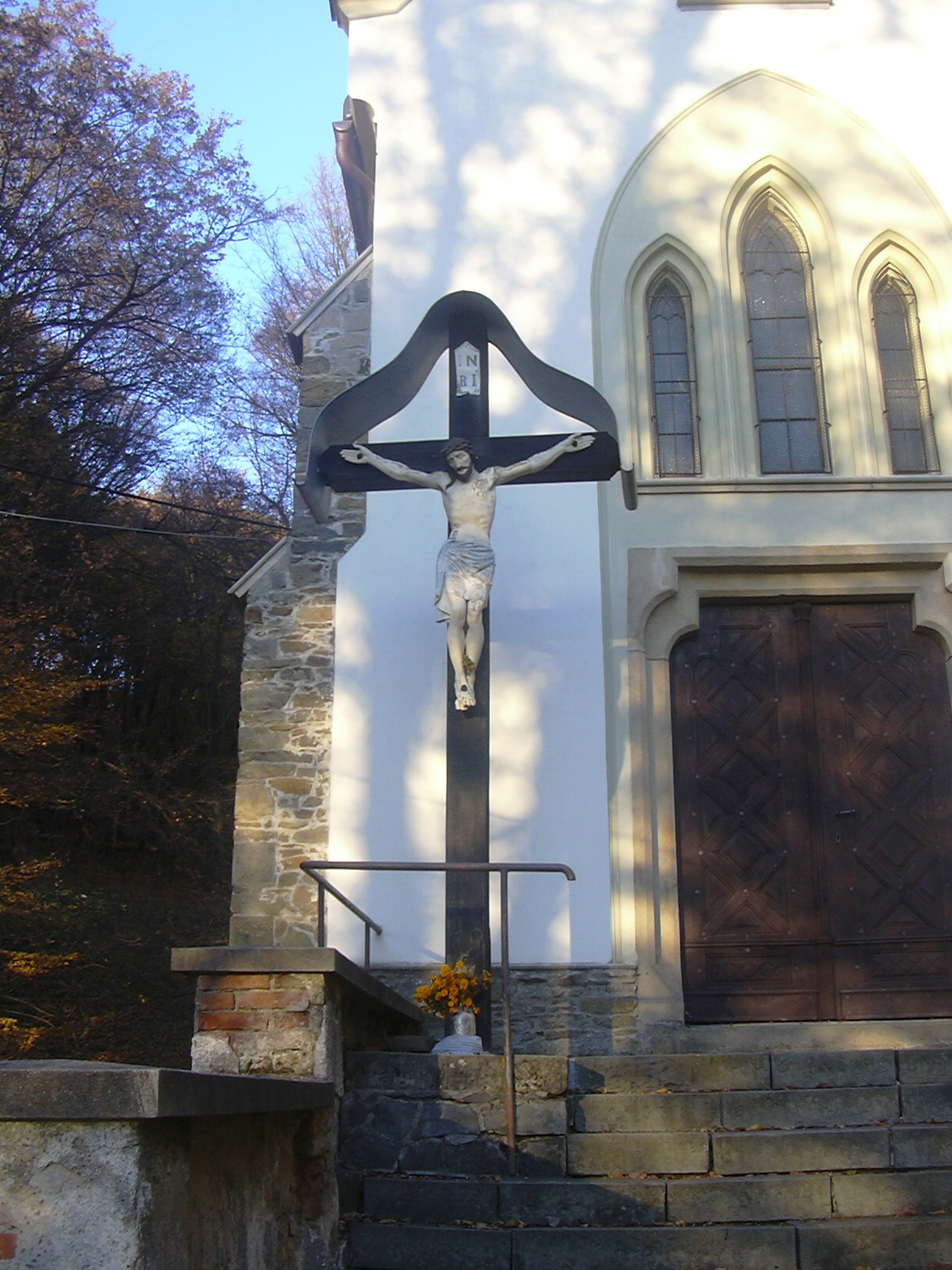
Dřevěný kříž před kaplí (2007)